# Смоленсько-Московська височина
55° пн. ш. 35° сх. д. / 55° пн. ш. 35° сх. д.
Смоленсько-Московська височина (рос. Смоленско-Московская возвышенность) розташована на території Ярославської, Владимирської, Московської та Смоленської областей Російської Федерації а також Вітебської області Білорусі.

## Опис
Вона тягнеться з південного заходу на північний схід більше, ніж на 500 км, максимальна висота 320 метрів. Складається з вапняку, пісковику, глин перекритих льодовиковими відкладеннями. Змішані ліси.

У межах Московської області Смоленсько-Московська височина віялоподібно розходиться на Клинсько-Дмитровську гряду та Московсько-Окський водорозділ з примикаючою до нього Теплостанською височиною.

## Гідрологія
Смоленсько-Московська височина є водорозділом правих приток верхів'я Волги (р. Лобь, Сестра, Яхрома, Дубна) на північних схилах та верхів'їв Москви-ріки з притоками Руза, Істра, Клязьма на південних схилах.
У західній частині Смоленсько-Московська височина збереглася у вигляді відносно цільного масиву. Водороздільний простір являє собою пологі пагорби розділені плоскими западинами та улоговинами. Різниця у висоті між вершинами пагорбів та поверхнями западин складає 15-23 м.

## Тектоніка
Найновіші виміри показують що зараз північно-західні райони Московської області, зокрема Смоленсько-Московська височина піднімаються з амплітудою 1-8 мм на рік, натомість східне Підмосков'я, зокрема Мещерська низовина навпаки опускається на 5-6 мм на рік.